# 乐里河站
乐里河，位于中华人民共和国广西壮族自治区百色市田林县乐里镇，是南昆铁路上的火车站，建于1997年，由南宁铁路局管辖。

## 車站周邊
- 新建村
- 乐里河

## 歷史
- 建于1997年。

## 业务办理
不办理旅客乘降，行李，包裹托运。办理整车货物到发。